# Citylink (type)

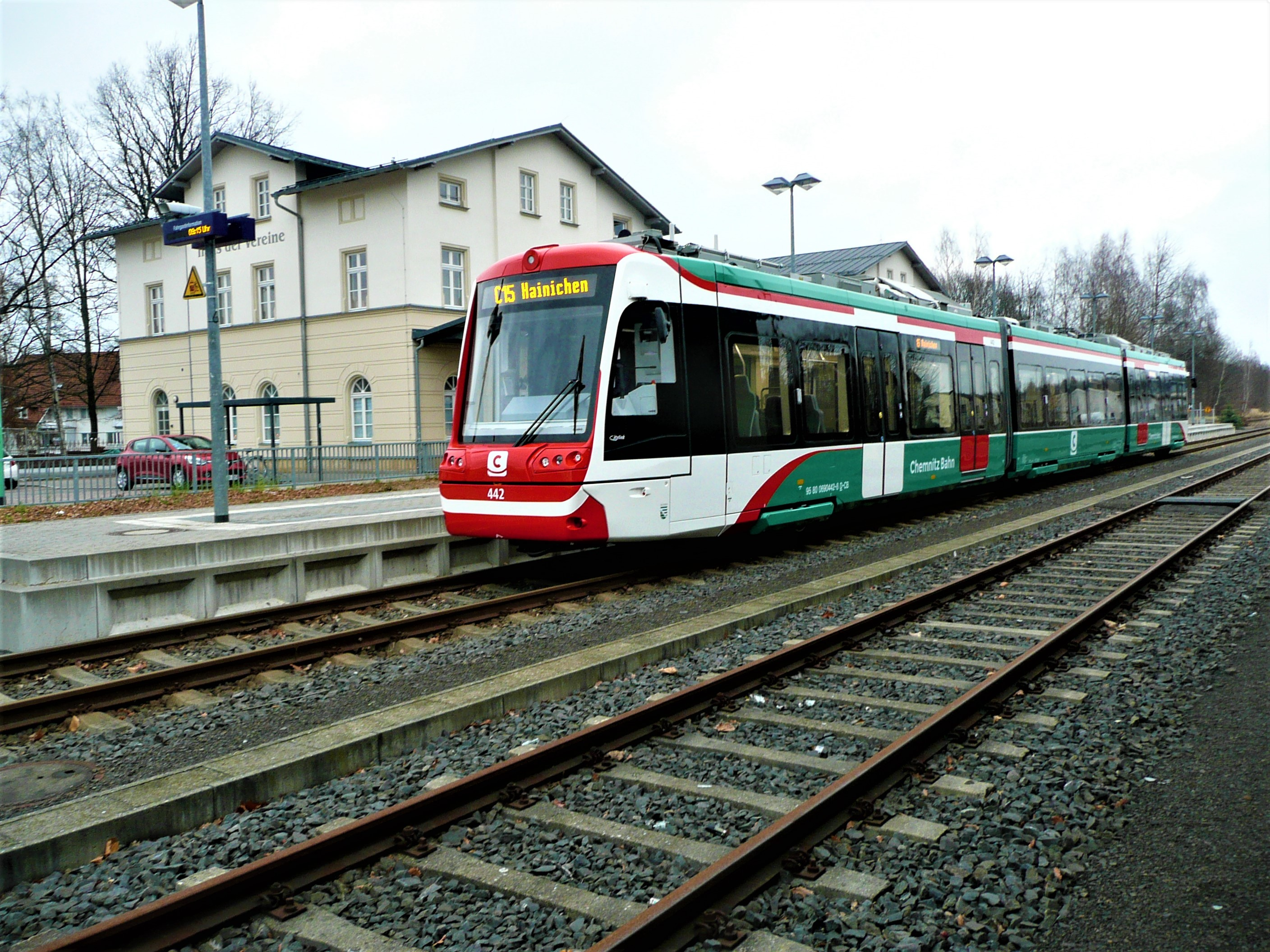
Een Citylink op een spoorlijn.

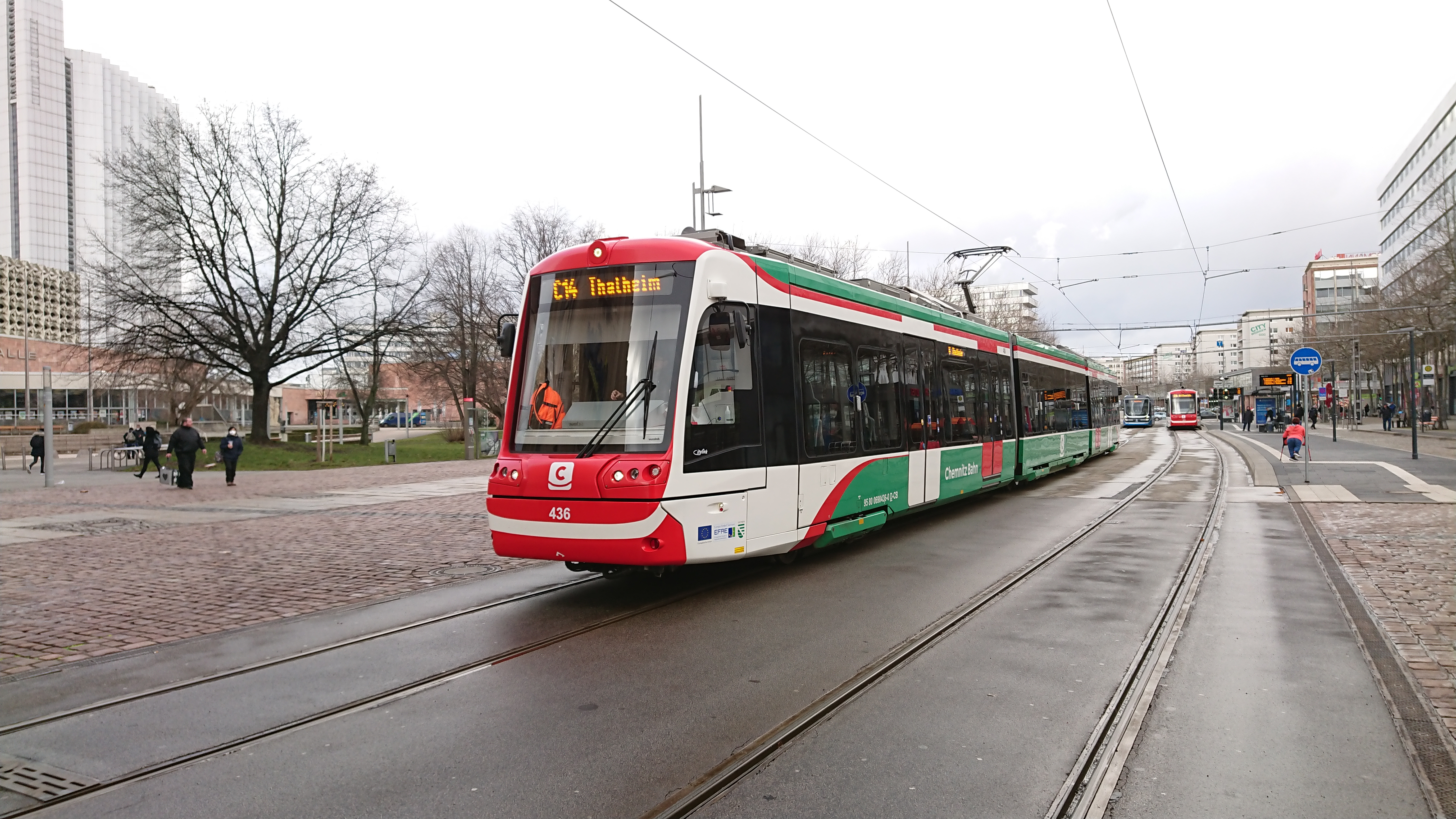
Een Citylink op een tramlijn.

De Citylink is een tramtrein-model van het Spaanse deel van Vossloh (origineel Material y Construcciones S.A. kortweg MACOSA). Het kwam in 2016 in handen van Stadler toen dat het voormalige MACOSA van Vossloh overnam. Het grootste aantal – 75 stuks – rijdt in de regio van het Duitse Karlsruhe, er zijn opties om 273 exemplaren bij te bestellen.

## Kenmerken
De Citylink is verkrijgbaar in versies met een grotendeels lage vloer. In tegenstelling tot veel andere lagevloertrams hebben Citylink tramstellen wel draaistellen. Het voordeel hiervan is onder meer meer comfort voor de passagiers en minder slijtage aan de rails.
De Citylink is leverbaar met dieselmotor zodat gereden kan worden op spoorlijnen zonder bovenleiding. Alle versies hebben acht assen en zijn driedelig met twee wagenbakken die opgelegd zijn.